# 維爾利夫
49°40′46″N 25°2′33″E / 49.67944°N 25.04250°E
維爾利夫（羅馬化：Virliv）是烏克蘭捷爾諾波爾州捷尔诺波尔区的村莊，處於西斯特雷帕河畔，始建於1765年，面積0.82平方公里，2001年人口329。